# Джин Гаас
Юджин Френсіс Гаас, відомий як Джин Гаас або Джин Хаас (англ. Eugene Francis Haas чи англ. Gene Haas; 12 листопада 1952, Янгстаун) — американський бізнесмен, філантроп. Відомий, зокрема, як засновник і власник команди Формули 1 «Гаас» (Haas).
У 1983 році для випуску економічних і надійних верстатів заснував компанію «Haas Automation». Вона увійшла у верстатобудування з першим в історії повністю автоматичним програмованим індексатором цангового патрона, пристроєм позиціонування деталей для обробки з дуже високою точністю.
У 1999 роцізаснував «Gene Haas Foundation».
У лютому 2021 року заявив, що успіх «Мерседеса» при створенні силової установки вбив справжній дух «Королівських гонок»
.
Відмовився бути спонсором у серії «IndyCar» французького гонщика Романа Грожана після того, коли останній зазнав важкої аварії.